# Stallion Laguna Football Club
Maillots
Le Stallion Laguna Football Club est un club de football philippin basé à Biñan dans la région de Laguna. Le club évolue pour la saison 2017 en Philippines Football League.

## Historique

### Repères historiques
- 2006 : fondation du club sous le nom de Stallion FC
- 2017 : le club est renommé Stallion Laguna FC

### Histoire
Initialement basé à Barotac Nuevo dans la province d'Iloilo. Le club a déménagé au Biñan Football Stadium dans la région de Laguna en 2016 , lorsque le club a déposé officiellement sa candidature pour rejoindre la Philippines Football League, la nouvelle première division nationale aux Philippines.

## Palmarès
- Championnat des Philippines (1)
  - Champion : 2013

- Coupe des Philippines (1)
  - Vainqueur : 2012

## Personnalités du club

### Entraîneurs
Le tableau suivant présente la liste des entraîneurs du club depuis 2012.
| Rang | Nom            | Période     |
| ---- | -------------- | ----------- |
| 1    | Ernest Nierras | depuis 2012 |

### Effectif professionnel actuel
| N° | Nat.                        | Poste | Nom du joueur   |
| -- | --------------------------- | ----- | --------------- |
|    | Drapeau des Philippines     | D     | Bervic Italia   |
|    | Drapeau des Philippines     | D     | Matthew Nierras |
|    | Drapeau des Philippines     | A     | Terence Linatoc |
|    | Drapeau des Philippines     | A     | Nathan Alquiros |
|    | Drapeau des Philippines     | A     | Yannick Tuason  |
|    | Drapeau des Philippines     | A     | Ruben Doctora   |
|    | Drapeau des Philippines     | A     | Joshua Beloya   |
|    | Drapeau des Philippines     | G     | Andy Tan        |
|    | Drapeau du Sénégal          | D     | Christian Nana  |
|    | Drapeau des Philippines     | M     | Arnel Casil     |
|    | Drapeau de la Côte d'Ivoire | G     | Roland Sadia    |
|    | Drapeau des Philippines     | M     | Fitch Arboleda  |
|    | Drapeau des Philippines     | M     | Jay Soberano    |
|    | Drapeau du Japon            | M     | Ryota Ishikawa  |

| No. | Nat.                    | Position | Nom du joueur     |
| --- | ----------------------- | -------- | ----------------- |
|     | Drapeau du Japon        | A        | Ryo Tamiya        |
|     | Drapeau des Philippines | G        | Benito Rosalia    |
|     | Drapeau des Philippines | D        | Jose Montelibano  |
|     | Drapeau des Philippines | D        | Darwin Regala     |
|     | Drapeau des Philippines | D        | Reynald Villareal |
|     | Drapeau du Japon        | D        | Yusuke Yamagata   |
|     | Drapeau des Philippines | D        | Yuki Verzosa      |
|     | Drapeau des Philippines | M        | Loren Urtula      |
|     | Drapeau des Philippines | M        | Ronnie Aguisanda  |
|     | Drapeau des Philippines | M        | Iñigo Gonzales    |
|     | Drapeau des Philippines | M        | Jesus Melliza     |
|     | Drapeau du Japon        | A        | Takumi Ozawa      |
|     | Drapeau des Philippines | A        | Nicholas Ferrer   |
|     | Drapeau des Philippines | A        | Julian Miranda    |

## Image et identité

### Logos

Stallion FC(2002-2016)
Stallion Laguna FC(depuis 2017)